# 赫里尼夫
50°30′45″N 26°38′11″E / 50.51250°N 26.63639°E
赫里尼夫（烏克蘭語：Хрінів），是烏克蘭西北部的村莊，隸屬里夫內州的里夫內區。該村始建於1570年，面積1.06平方公里，海拔高度207米，2001年人口207，人口密度每平方公里170.3人。